# 深圳（宝安）劳务工博物馆
深圳（宝安）劳务工博物馆位于广东省深圳市宝安区石岩街道永和路6号，由旧“三来一补”工厂厂房改造而成，2008年4月28日建成开馆，是中国第一座以劳务工历史为题材的专题博物馆。2013年被国家文物局评为“三级博物馆”。

## 历史
博物馆建筑前身是石岩上屋热线圈厂，1978年12月18日成立，由当时的石岩镇上屋大队（上屋村）与港商合作成立。是有史以来深圳市第一家，也是中国大陆第一批“三来一补”加工企业，拉开了三来一补加工形式在深圳近三十年的大潮。上屋村因此在当时舆论与安徽小岗村齐名，“北有小岗，南有上屋”。最初为海外家电品牌代工生产包括电吹风发热线圈在内的零部件，后快速发展，转而代工咖啡机等小家电整机。1987年改名为上屋电业制造厂。1997年转变为港商独资企业上屋电业(深圳)有限公司,将原先在香港工厂的生产线全部搬入，继续代工小家电整机。2003年企业本体迁往坪山区而更名为“全能电业科技（深圳）有限公司”。原上屋村的厂房则被收回而一度闲置。2006年，宝安区文物管理委员会在石岩街道进行文物普查时意外发现这座具有历史意义的旧厂房。之后宝安区政府决定投入350余万元对这个旧厂房进行保护性改造，并建为劳务工博物馆，作为向改革开放30年的献礼。2008年4月28日，劳务工博物馆建成并对外开放。2011年被确定为深圳市首批“红色旅游景区”之一。2013年被国家文物局评为“三级博物馆”。

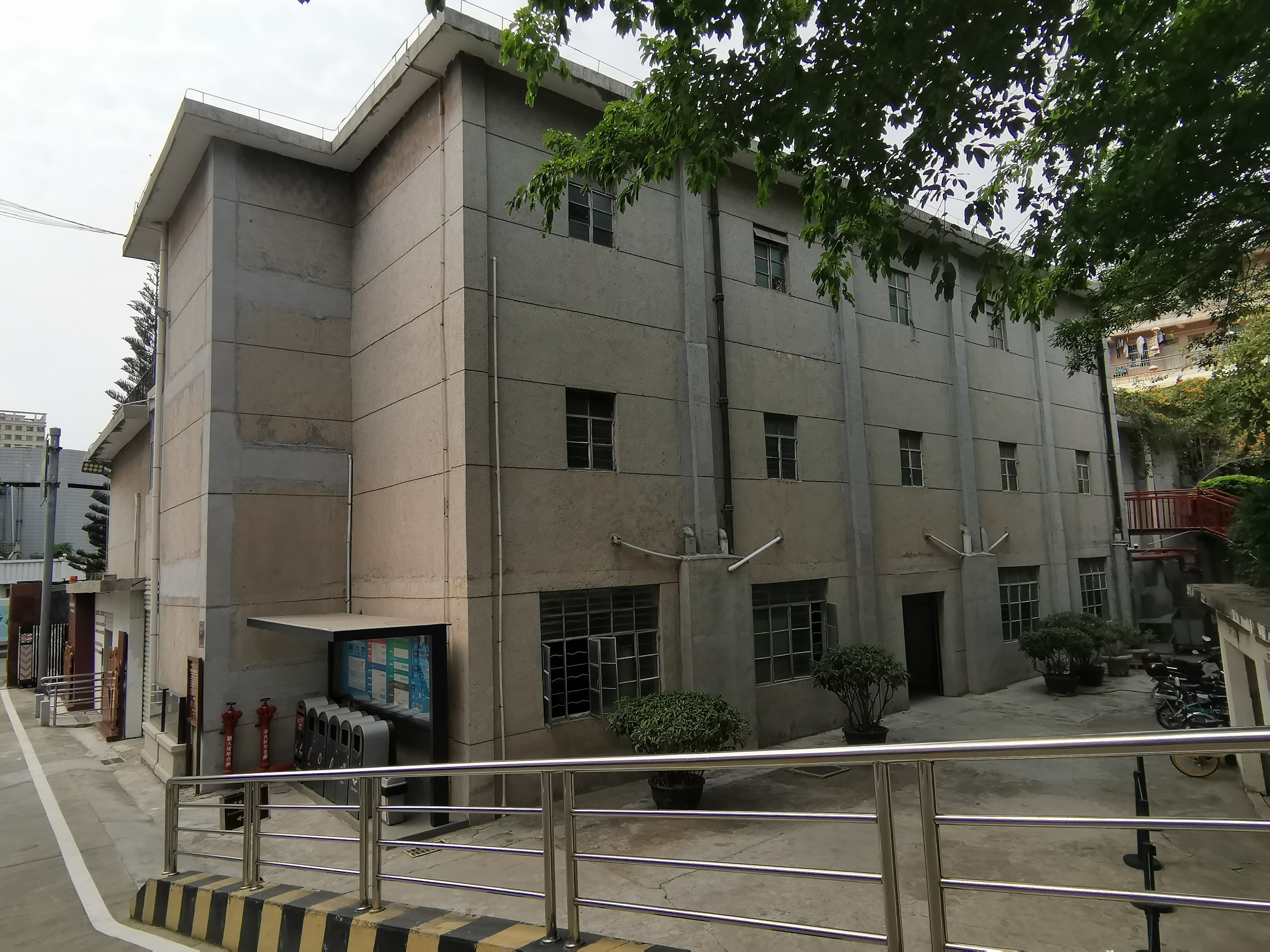
馆房背侧
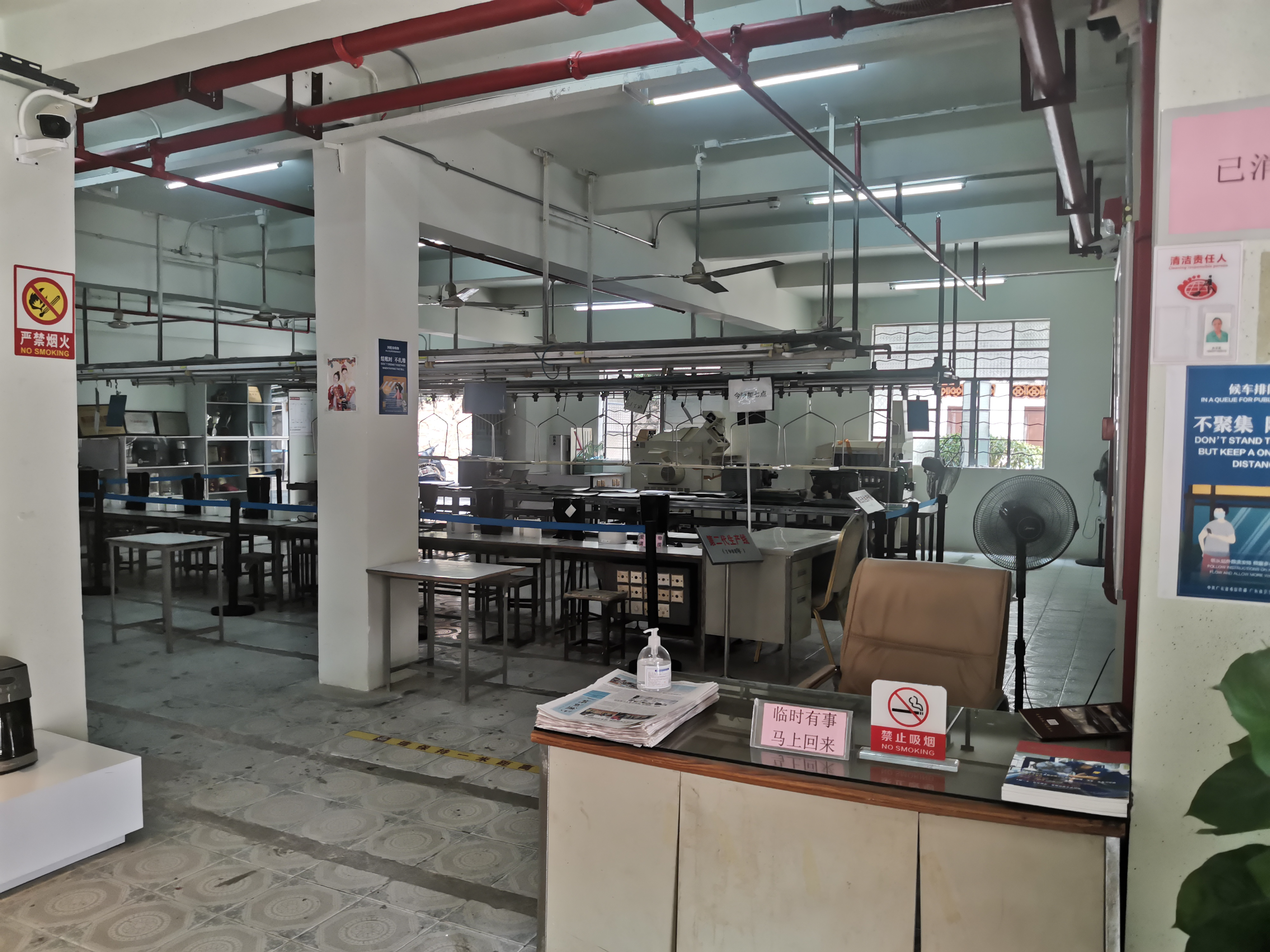
当时工厂的生产线再现
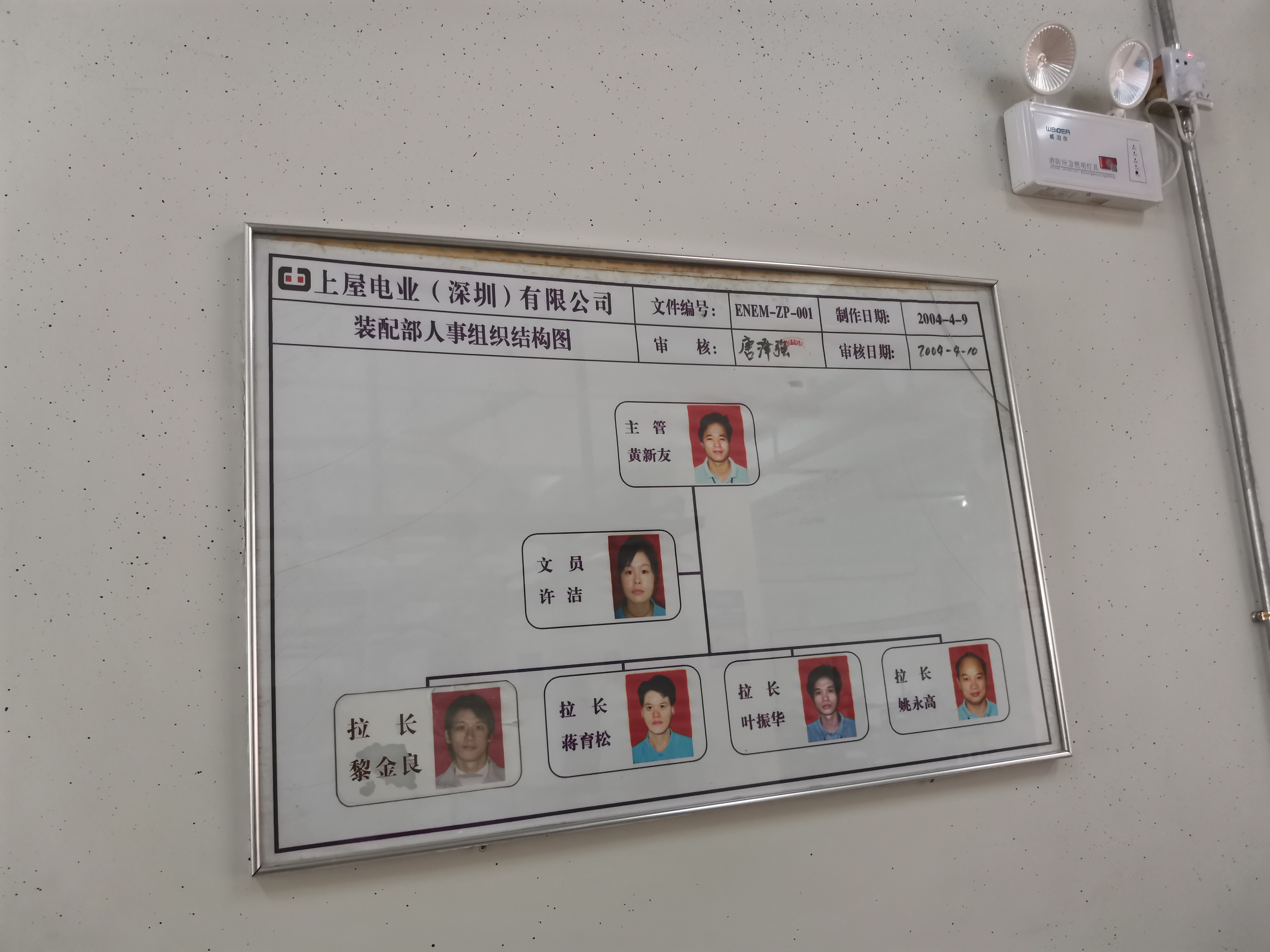
当时工厂责任关系表
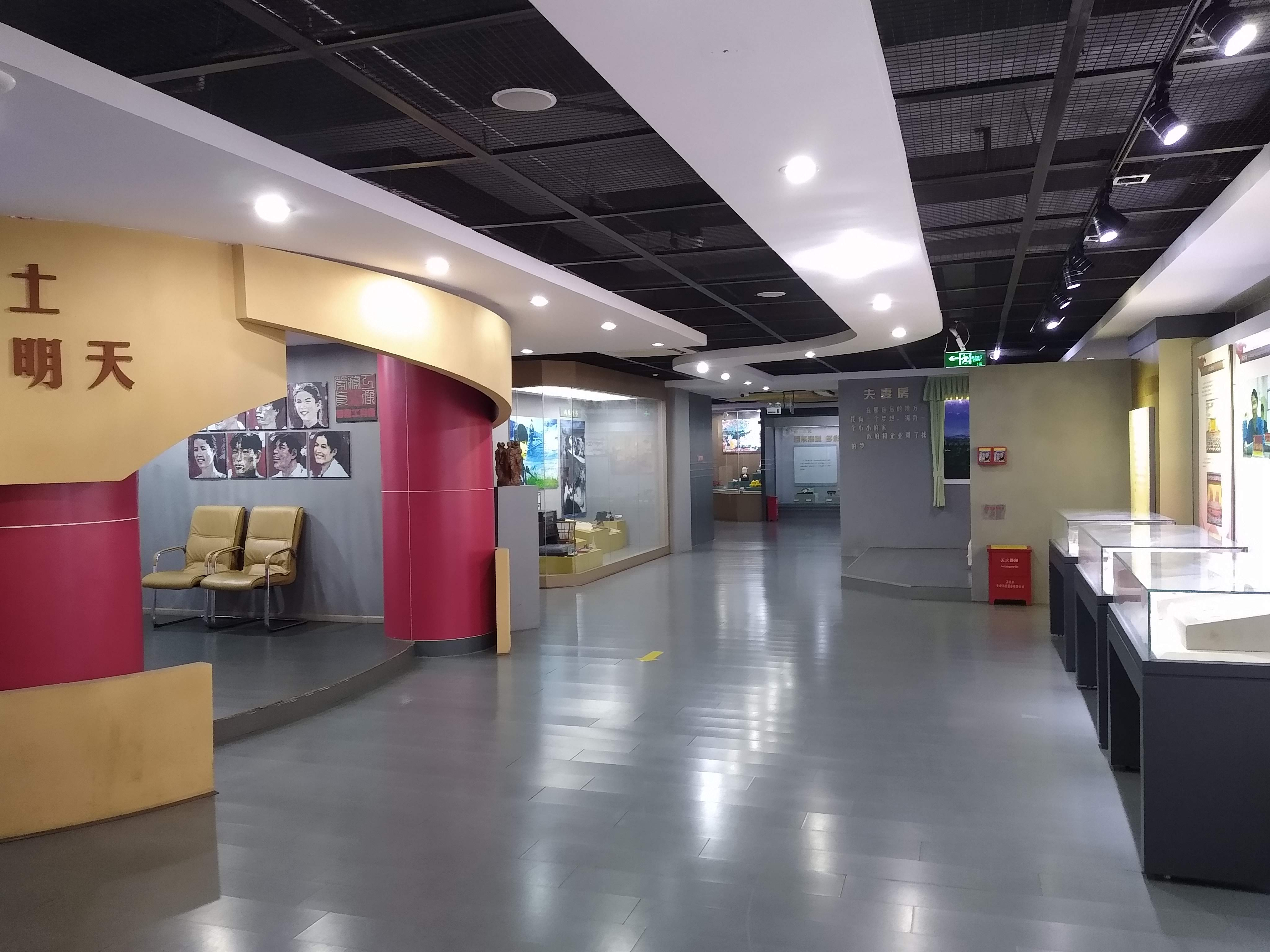
劳务工捐赠展品区
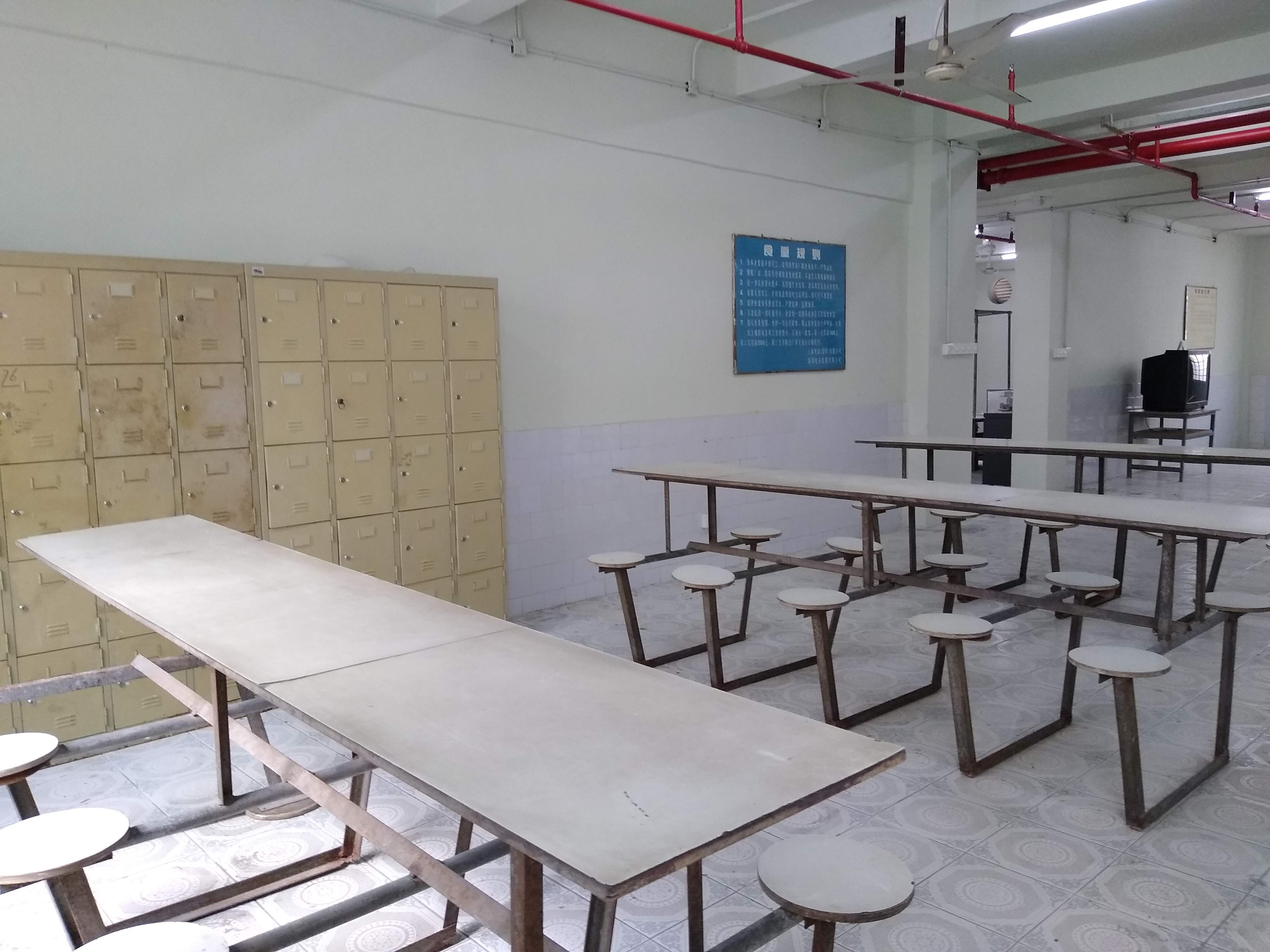
当时的饭堂

## 交通
深圳地铁6号线：上屋站（步行约15分钟）
深圳巴士
| \| 编号 \| 编号 \| 线路 \| 线路 \| 线路 \| 收费 \| 运营商 \| 备注 \| \| ---- \| ---- \| ------------------------ \| ---- \| ---------- \| ---- \| -------- \| ---- \| \| \| B934 \| 石岩同富裕工业区微巴场站 \| ↺ \| 石岩环保所 \| 1元 \| 西部三分 \| \| |      |                          |      |            |      |          |      |
| 编号 | 编号 | 线路                     | 线路 | 线路       | 收费 | 运营商   | 备注 |
| | B934 | 石岩同富裕工业区微巴场站 | ↺    | 石岩环保所 | 1元  | 西部三分 |      |